# Rafael Alejandro Martínez
Rafael Alejandro Martínez (Guamal, Magdalena, 14 de mayo de 1974) Exgobernador del Magdalena, Administrador de Empresas y Administrador Público Territorial. Especialista en Administración de la Universidad EAFIT y Magíster en Negocios Internacionales. Exalcalde de la ciudad de Santa Marta, Se desempeñó como vocero nacional del partido Fuerza Ciudadana, director de Tránsito y Transporte, secretario de Gobierno, decano de la Facultad de Ciencias Empresariales y Económicas de la Universidad del Magdalena, jefe de Servicios Generales en la Universidad del Atlántico. También fue secretario de Infraestructura del Magdalena y Candidato al senado 2022.

## Trayectoria
Estudió administración de empresas en la Universidad del Magdalena y administración pública territorial en la Escuela Superior de Administración Pública. A su vez, es especialista en administración de la Universidad Eafit y tiene una maestría en negocios internacionales y siete diplomados.
Comenzó su carrera en la Universidad de Magdalena durante la rectoría de Carlos Caicedo entre 1997 y 2006. Allí fue decano de la facultad de Ciencias Empresariales y Económicas. También fue jefe del Departamento de Servicios Generales de la Universidad del Atlántico.
Su trayectoria política comenz̟ó en las elecciones locales de Santa Marta de 2011, en las que jefe de campaña del futuro alcalde Caicedo. Durante su administración, fue director de Tránsito y Transporte, secretario de Gobierno, secretario de Educación y director del Departamento Administrativo Distrital del Medio Ambiente.

### Alcalde de Santa Marta
Fue el candidato de continuidad en las elecciones de 2015, en las que se presentó por el movimiento Fuerza Ciudadana. Llegó a la Alcaldía de Santa Marta con 91.294 votos. Durante su administración se inauguró el 13 de marzo de 2017 el nuevo Aeropuerto Internacional Simón Bolívar, cuyas obras habían comenzado en 2015. El 11 de agosto de 2017 se abrió al público la primera parte del sendero peatonal y deportivo del cerro Ziruma. También se organizaron entre el 11 y el 25 de noviembre de 2017 los XVIII Juegos Bolivarianos.
La Procuraduría General lo suspendió durante tres meses, pues consideró que al dar el discurso inaugural de esas competencias Martínez incurrió indebidamente en polìtica. El 15 de junio de 2021, la Procuraduría Delegada para la Vigilancia Administrativa y Judicial declaró “no probado y desvirtuado el cargo único de participación en política”.
Durante su administración orbitó en las primeras posiciones en el escalafón de alcaldes, por la disminución en la corrupción en la contratación pública y la inversión en escenarios deportivos.